# 814-й отдельный разведывательный артиллерийский дивизион
814-й отдельный  разведывательный артиллерийский дивизион Резерва Главного Командования — воинское формирование Вооружённых Сил СССР, принимавшее участие в Великой Отечественной войне.
Сокращённое наименование — 814-й орадн РГК.

## История
Сформирован 30 мая 1942 года в составе Западного фронта.
В действующей армии с 3.08.1942 по 18.06.1944.
В ходе Великой Отечественной войны вёл артиллерийскую разведку в интересах артиллерии объединений Западного фронта.
В ноябре 1942 года, в соответствии с Приказом народного комиссара обороны  СССР. О сформировании в Резерве Ставки Верховного Главнокомандования 18 зенитных и 18 артиллерийских дивизий РГК. № 00226. 31 октября 1942 года, 814 орадн введен в состав 6-й ад.
В феврале 1943 года дивизион переподчинён 49-й армии Западного фронта.
16 июня 1944 года в соответствии с приказом НКО СССР от 16 мая 1944 года №0019 «Об усилении армий артиллерийскими средствами контрбатарейной борьбы», директивы заместителя начальника Генерального штаба РККА от 22 мая 1944 г. №ОРГ-2/476 814-й орадн обращён на укомплектование 143-й пабр 49-й армии 2-го белорусского фронта.

## Состав
штат 08/97
- Штаб
- Хозяйственная часть
- Батарея звуковой разведки(БЗР)
- Батарея топогеодезической разведки(БТР)
- Взвод оптической разведки(ВЗОР)
- Фотограмметрический взвод(ФГВ)
- Артиллерийский метеорологический взвод(АМВ)
- Хозяйственный взвод

с октября 1943 года
- Штаб
- Хозяйственная часть
- 1-я Батарея звуковой разведки(1-я БЗР)
- 2-я Батарея звуковой разведки(2-я БЗР)
- Батарея топогеодезической разведки(БТР)
- Взвод оптической разведки(ВЗОР)
- Фотограмметрический взвод(ФГВ)
- Хозяйственный взвод

## Подчинение
| Дата                | Фронт                 | Армия       | Корпус | Дивизия | Бригада | Примечания |
| ------------------- | --------------------- | ----------- | ------ | ------- | ------- | ---------- |
| 3.08.42 -1.11.42г.  | Западный фронт        | -           | -      | -       | -       | -          |
| 1.11.42 -30.01.43г  | Западный фронт        | - 5-я армия | -      | 6-я ад  | -       | -          |
| 1.02.43 -24.04.44г  | Западный фронт        | 49-я армия  | -      | -       | -       | -          |
| 24.04.44 -18.06.44г | 2-й Белорусский фронт | 49-я армия  | -      | -       | -       | -          |

## Командование дивизиона
Командир дивизиона
- майор Раевский Василий Георгиевич

Начальник штаба дивизиона
- капитан Корнев Валентин Ильич

Заместитель командира дивизиона по политической части
- майор Долганов Яков Петрович

Помощник начальника штаба дивизиона
- гв. капитан Логвиненко Фёдор Александрович

Помощник командира дивизиона по снабжению
- ст. лейтенант Абросимов Георгий Яковлевич

## Командиры подразделений дивизиона
Командир  БЗР(до октября 1943 года)
- капитан Корнев Валентин Ильич

Командир 1-й БЗР
- капитан Корнев Валентин Ильич
- ст. лейтенант Жила Григорий Прокопович

Командир 2-й БЗР
- ст. лейтенант Кордульян Мовсес Саркисович

Командир БТР
- ст. лейтенант Мартьянов Николай Николаевич
- ст. лейтенант Холодов Александр Петрович

Командир ВЗОР
- ст. лейтенант Кочнев Георгий Константинович

Командир ФГВ
- лейтенант Копылов Владимир Михайлович